# Antonow An-50

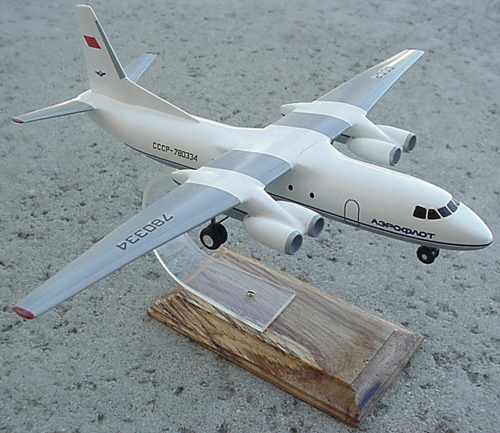
Modellstudie der An-50 im Maßstab 1:150

Die Antonow An-50 war ein Projekt des sowjetischen Konstruktionsbüros Antonow aus den 1970er Jahren für ein Transportflugzeug, das sich an die erfolgreiche An-24/An-26-Baureihe anlehnen sollte.
Die Pläne sahen im Grunde eine mit vier Strahltriebwerken vom Typ Iwtschenko AI-25 ausgestattete An-26 vor, die dem Flugzeug eine Reisegeschwindigkeit von 800 km/h verleihen sollten. Erwähnenswert ist, dass jeweils zwei Triebwerke an nur einem Pylon befestigt werden sollten, ähnlich wie es bei der Boeing B-52 umgesetzt wurde. Die An-50 verließ nie das Projektstadium.